# Tadeusz Kręt
Tadeusz Kręt (ur. 1943) – polski lekkoatleta, długodystansowiec (maratończyk).
Zawodnik Gwardii Olsztyn.
Srebrny medalista mistrzostw Polski w maratonie (1968) z czasem 2:27:59,8 (najlepszy wynik w karierze, wówczas trzecie miejsce w polskich tabelach historycznych w tej konkurencji).